# OGC Nice w europejskich pucharach
Występy w europejskich pucharach francuskiego klubu piłkarskiego OGC Nice.
Legenda do wszystkich tabel:
- Q – runda eliminacyjna, 1/16, 1/8, 1/4, 1/2 – odpowiednia faza rozgrywek, Grupa – runda grupowa, 1r gr – pierwsza runda grupowa, 2r gr – druga runda grupowa, F – finał, R – runda, PO – play-off
- k. – rzuty karne, los. – losowanie, Dogr. – dogrywka, w. – zasada bramek strzelonych na wyjeździe

## Wykaz spotkań pucharowych

### 1956–2000
| Sezon   | Rozgrywki                 | Runda | Klub            | Dom | Wyjazd | Ogólnie      |
| ------- | ------------------------- | ----- | --------------- | --- | ------ | ------------ |
| 1956/57 | Puchar Europy             | Q     | Aarhus GF       | 5–1 | 1–1    | 6–2          |
| 1956/57 | Puchar Europy             | 1/8   | Rangers         | 2–1 | 1–2    | 3–3, 3–1 (N) |
| 1956/57 | Puchar Europy             | 1/4   | Real Madryt     | 2–3 | 0–3    | 2–6          |
| 1959/60 | Puchar Europy             | Q     | Shamrock Rovers | 3–2 | 1–1    | 4–3          |
| 1959/60 | Puchar Europy             | 1/8   | Fenerbahçe SK   | 2–1 | 1–2    | 3–3, 5–1 (N) |
| 1959/60 | Puchar Europy             | 1/4   | Real Madryt     | 3–2 | 0–4    | 3–6          |
| 1966/67 | Puchar Miast Targowych    | 1R    | Örgryte IS      | 2–2 | 1–2    | 3–4          |
| 1967/68 | Puchar Miast Targowych    | 1R    | ACF Fiorentina  | 0–1 | 0–4    | 0–5          |
| 1968/69 | Puchar Miast Targowych    | 1R    | Hansa Rostock   | 2–1 | 0–3    | 2–4          |
| 1973/74 | Puchar UEFA               | 1R    | FC Barcelona    | 3–0 | 0–2    | 3–2          |
| 1973/74 | Puchar UEFA               | 2R    | Fenerbahçe SK   | 4–0 | 0–2    | 4–2          |
| 1973/74 | Puchar UEFA               | 1/8   | 1. FC Köln      | 1–0 | 0–4    | 1–4          |
| 1976/77 | Puchar UEFA               | 1R    | RCD Espanyol    | 2–1 | 1–3    | 3–4          |
| 1997/98 | Puchar Zdobywców Pucharów | 1R    | Kilmarnock      | 3–1 | 1–1    | 4–2          |
| 1997/98 | Puchar Zdobywców Pucharów | 1/8   | Slavia Praga    | 2–2 | 1–1    | 3–3, w.      |

### 2001–2020
| Sezon   | Rozgrywki        | Runda   | Klub              | Dom | Wyjazd | Ogólnie    |
| ------- | ---------------- | ------- | ----------------- | --- | ------ | ---------- |
| 2003    | Puchar Intertoto | 2R      | Örgryte IS        | 2–1 | 2–3    | 4–4, w.    |
| 2003    | Puchar Intertoto | 3R      | Werder Brema      | 0–0 | 0–1    | 0–1        |
| 2004    | Puchar Intertoto | 2R      | Esbjerg fB        | 1–1 | 0–1    | 1–2        |
| 2013/14 | Liga Europy      | PO      | Apollon Limassol  | 1–0 | 0–2    | 1–2        |
| 2016/17 | Liga Europy      | Grupa I | FC Schalke 04     | 0–1 | 0–2    | 4. miejsce |
| 2016/17 | Liga Europy      | Grupa I | FK Krasnodar      | 2–1 | 2–5    | 4. miejsce |
| 2016/17 | Liga Europy      | Grupa I | Red Bull Salzburg | 0–2 | 1–0    | 4. miejsce |
| 2017/18 | Liga Mistrzów    | 3Q      | AFC Ajax          | 1–1 | 2–2    | 3–3, w.    |
| 2017/18 | Liga Mistrzów    | PO      | SSC Napoli        | 0–2 | 0–2    | 0–4        |
| 2017/18 | Liga Europy      | Grupa K | Zulte Waregem     | 3–1 | 5–1    | 2. miejsce |
| 2017/18 | Liga Europy      | Grupa K | Vitesse           | 3–0 | 0–1    | 2. miejsce |
| 2017/18 | Liga Europy      | Grupa K | S.S. Lazio        | 1–3 | 0–1    | 2. miejsce |
| 2017/18 | Liga Europy      | 1/16    | Lokomotiw Moskwa  | 2–3 | 0–1    | 2–4        |

### 2021–
| Sezon   | Rozgrywki               | Runda       | Klub              | Dom     | Wyjazd  | Ogólnie     |
| ------- | ----------------------- | ----------- | ----------------- | ------- | ------- | ----------- |
| 2020/21 | Liga Europy             | Grupa C     | Bayer Leverkusen  | 2–3     | 2–6     | 4. miejsce  |
| 2020/21 | Liga Europy             | Grupa C     | Slavia Praga      | 1–3     | 2–3     | 4. miejsce  |
| 2020/21 | Liga Europy             | Grupa C     | Hapoel Beer Szewa | 1–0     | 0–1     | 4. miejsce  |
| 2022/23 | Liga Konferencji Europy | PO          | Maccabi Tel Awiw  | 2–0     | 0–1     | 2–1, Dogr.  |
| 2022/23 | Liga Konferencji Europy | Grupa D     | 1. FC Köln        | 1–1     | 2–2     | 1. miejsce  |
| 2022/23 | Liga Konferencji Europy | Grupa D     | Partizan          | 2–1     | 1–1     | 1. miejsce  |
| 2022/23 | Liga Konferencji Europy | Grupa D     | 1. FC Slovácko    | 1–2     | 1–0     | 1. miejsce  |
| 2022/23 | Liga Konferencji Europy | 1/8         | Sheriff Tyraspol  | 3–1     | 1–0     | 4–1         |
| 2022/23 | Liga Konferencji Europy | 1/4         | FC Basel          | 1–2     | 2–2     | 3–4, Dogr.  |
| 2024/25 | Liga Europy             | Faza ligowa | Rangers           | 1–4 (D) | 1–4 (D) | 35. miejsce |
| 2024/25 | Liga Europy             | Faza ligowa | Lazio             | 1–4 (W) | 1–4 (W) | 35. miejsce |
| 2024/25 | Liga Europy             | Faza ligowa | Real Sociedad     | 1–1 (D) | 1–1 (D) | 35. miejsce |
| 2024/25 | Liga Europy             | Faza ligowa | Ferencváros       | 0–1 (W) | 0–1 (W) | 35. miejsce |
| 2024/25 | Liga Europy             | Faza ligowa | FK Bodø/Glimt     | 1–1 (D) | 1–1 (D) | 35. miejsce |
| 2024/25 | Liga Europy             | Faza ligowa | Royale Union      | 1–2 (W) | 1–2 (W) | 35. miejsce |
| 2024/25 | Liga Europy             | Faza ligowa | Twente            | 2–2 (D) | 2–2 (D) | 35. miejsce |
| 2024/25 | Liga Europy             | Faza ligowa | IF Elfsborg       | 0–1 (W) | 0–1 (W) | 35. miejsce |
| 2025/26 | Liga Mistrzów           | 3Q          | Benfica           | 0–2     | 0–2     | 0–4         |
| 2025/26 | Liga Europy             | Faza ligowa |                   | – (D)   | – (D)   | –           |
| 2025/26 | Liga Europy             | Faza ligowa | – (W)             |         |         | –           |
| 2025/26 | Liga Europy             | Faza ligowa | – (D)             |         |         | –           |
| 2025/26 | Liga Europy             | Faza ligowa | – (W)             |         |         | –           |
| 2025/26 | Liga Europy             | Faza ligowa | – (D)             |         |         | –           |
| 2025/26 | Liga Europy             | Faza ligowa | – (W)             |         |         | –           |
| 2025/26 | Liga Europy             | Faza ligowa | – (D)             |         |         | –           |
| 2025/26 | Liga Europy             | Faza ligowa | – (W)             |         |         | –           |